# 24926 Jinpan
24926 Jinpan este un asteroid din centura principală de asteroizi.

## Descriere
24926 Jinpan este un asteroid din centura principală de asteroizi. A fost descoperit pe 2 aprilie 1997 la Socorro, New Mexico, în cadrul proiectului LINEAR. Asteroidul prezintă o orbită caracterizată de o semiaxă mare de 2,56 ua, o excentricitate de 0,17 și o înclinație de 1,1° în raport cu ecliptica.